# Bibliothek der Technischen Hochschule Nürnberg Georg Simon Ohm

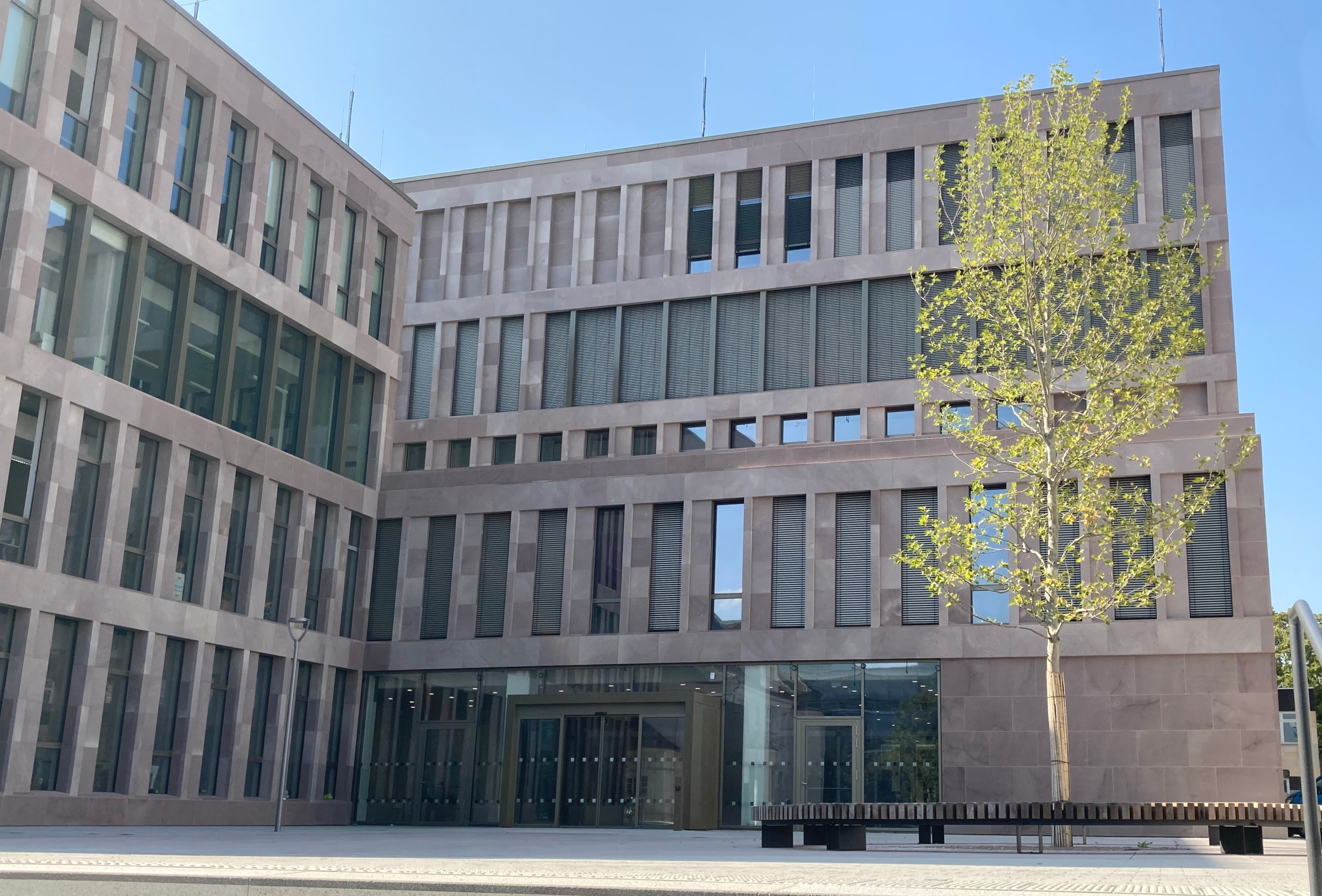
Außenansicht der Bibliothek im Informationszentrum seit Oktober 2020

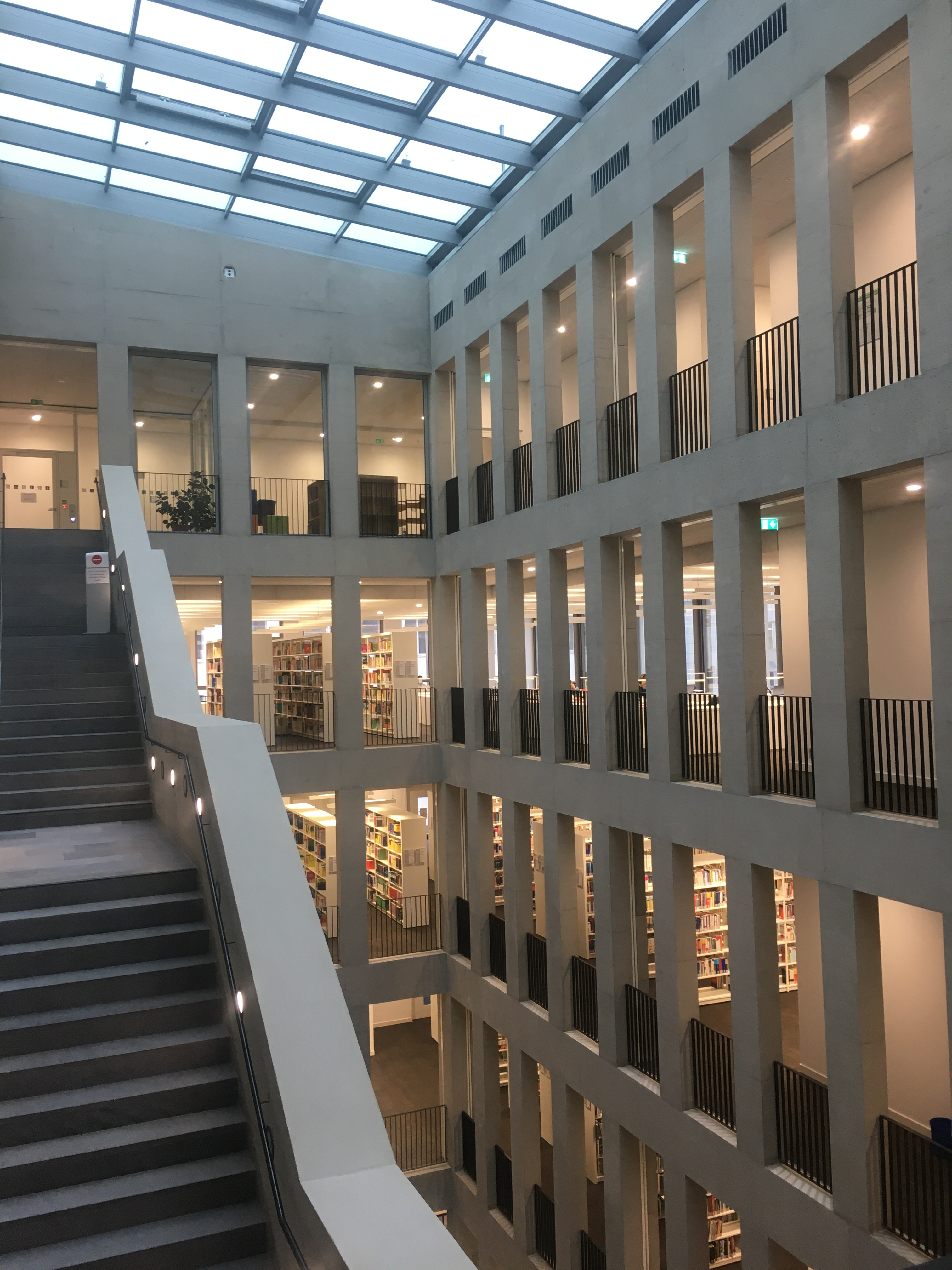
Innenansicht der Bibliothek im Informationszentrum seit Oktober 2020

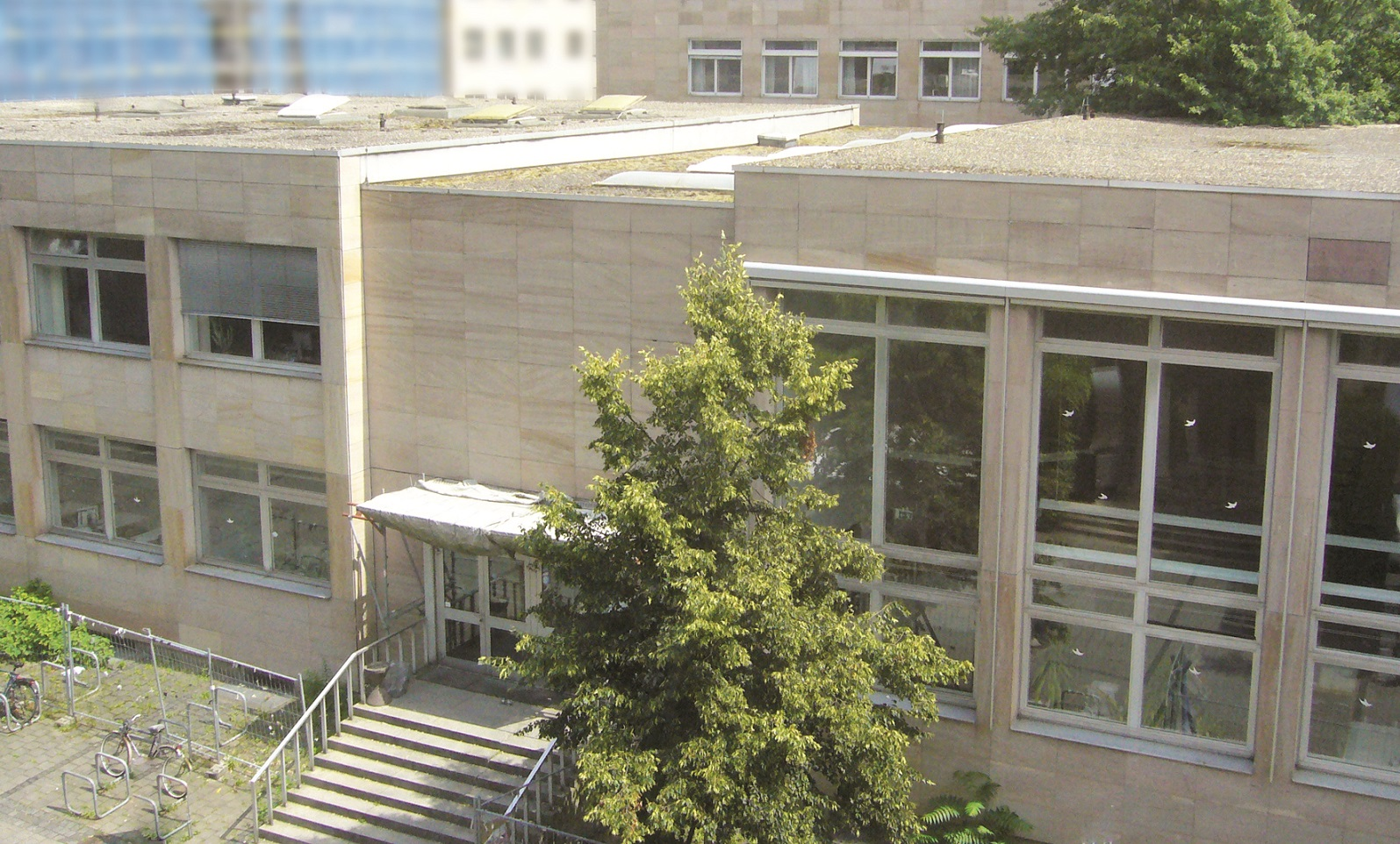
Zentralbibliothek

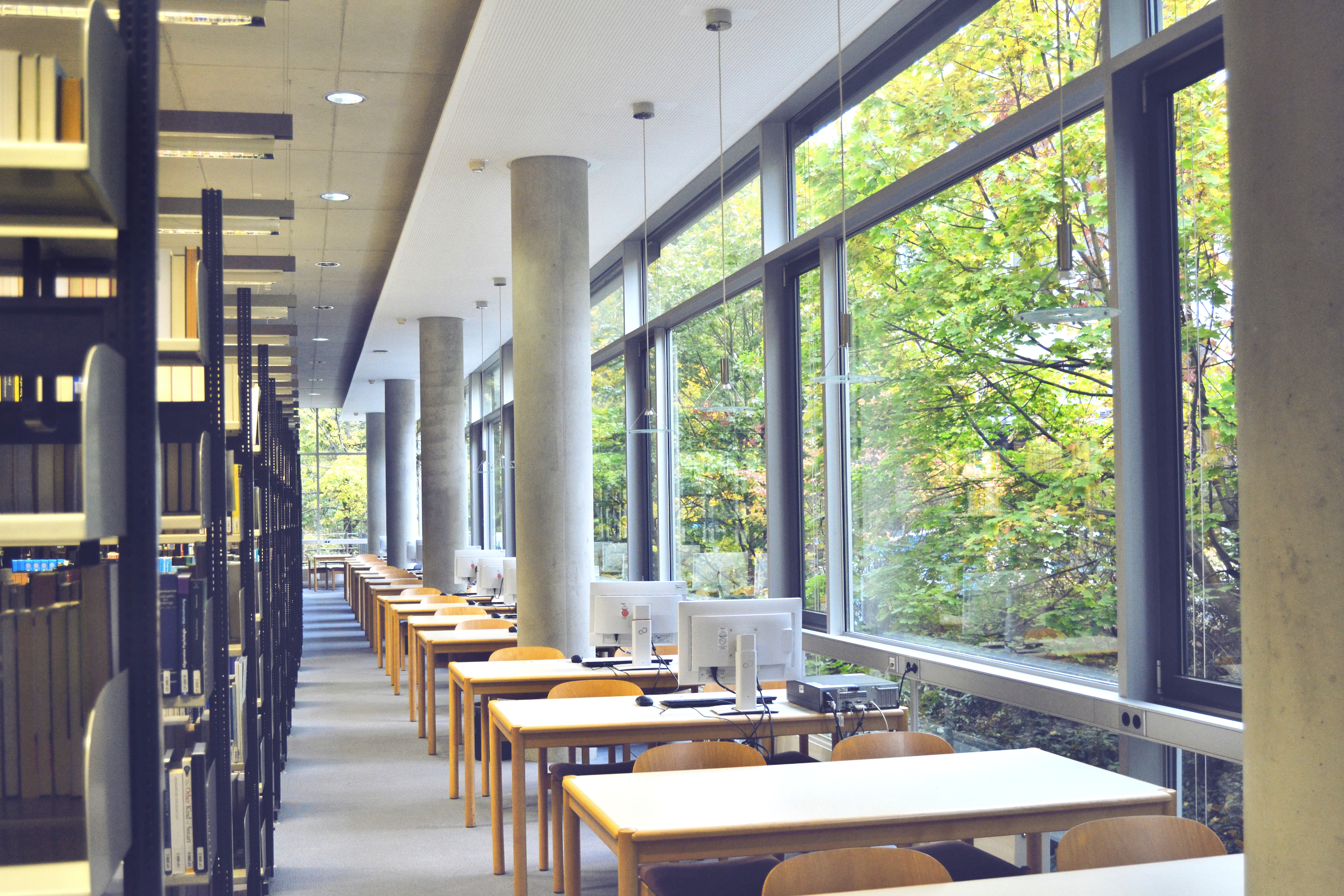
Teilbibliothek

Die Bibliothek der Technischen Hochschule Nürnberg Georg Simon Ohm dient als öffentliche wissenschaftliche Bibliothek dem Studium, der Forschung und der Lehre. Sie steht mit ihren Medien und Informationsmitteln den Hochschulangehörigen, aber auch allen Interessierten zur Weiterbildung und Information zur Verfügung. Die Bibliothek sieht es als ihre Kernaufgabe an, Nutzern bei der Informationsrecherche und der Vermittlung von Medienkompetenz mit ihrem Wissen zur Seite zu stehen.

## Geschichte
Über die Anfänge der Bibliothek ist wenig bekannt. Die ersten Vorläuferschulen der Technischen Hochschule Nürnberg Georg Simon wurden zur Zeit der Industrialisierung um 1800 gegründet. Ob es in diesen Schulen bereits eine Bibliothek gab, ist unklar. Erst in der 1933 erschienenen Festschrift zur Hundertjahrfeier der staatlichen technischen Lehranstalten wird erwähnt, dass 1823 der Direktor der Polytechnischen Schule auch für die Belange der Bibliothek zuständig war. Die Quellen für die Festschrift müssen ebenso wie etwa drei Viertel des Bibliotheksbestandes und fast alle Kataloge dem Bombenangriff auf Nürnberg am 2. Januar 1945 zum Opfer gefallen sein. Der verbliebene Bestand war mit Numerus-currens-Signaturen ausgestattet. Es waren bis zum Zeitpunkt der Zerstörung etwa 25.000 laufende Nummern vergeben worden. Daraus lässt sich ein Bestand von etwa 100.000 Bänden hochrechnen, da mehrbändige Werke, Mehrfachexemplare, neuere Auflagen und alle Jahrgänge einer Zeitschrift jeweils unter einer gemeinsamen Nummer verzeichnet wurden.
Als die Polytechnische Schule 1904 einen Neubau am Keßlerplatz bezog, wurde darin auch die „reichhaltige Bibliothek“ untergebracht. Von der Bibliothek ist wenig bekannt, da das Ohm-Polytechnikum (Nachfolger der Polytechnischen Schule) beim Bombenangriff auf Nürnberg am 2. Januar 1945 schwer getroffen wurde. Dabei wurden das Bibliotheksgebäude und ein Großteil der Buchbestände zerstört.
Der Lehrbetrieb am Ohm-Polytechnikum wurde am 15. März 1946 wieder aufgenommen. Der verbliebene Bibliotheksbestand wurde von einem Angestellten neu katalogisiert und verwaltet. Die Leitung der Bibliothek lag die nächsten Jahrzehnte nebenamtlich in den Händen unterschiedlicher Dozenten. Zudem wechselte die Bibliothek mehrmals ihren Standort.
1970 bezog die Bibliothek einen Neubau in der Liebigstraße. Dort wurde der Altbestand mit ca. 35.000 Bänden sowie die aktuellen 15.000 Bände auf einer Fläche von 500 m² untergebracht. Es entstanden zudem ein Lesesaal mit 40 Arbeitsplätzen und eine Ausleihtheke mit 2 Personalarbeitsplätzen.
Als 1971 die Hochschule in ihrer heutigen Form gegründet wurde, ging der Bibliotheksbestand des Ohm-Polytechnikums (damals ca. 40.000 Bände) in den Bestand der Hochschule über. Die Bibliothek hatte vermutlich schon zuvor überregionale Bedeutung, da sie bereits früh ein Leihverkehrssigel bekam.
Auch die Bibliotheken der übrigen Vorgängerschulen gingen in staatlichen Besitz über und wurden zu drei dezentralen Teilbibliotheken, die zusammen mit den jeweiligen Fachbereichen über das Nürnberger Stadtgebiet verteilt waren.
So wurde 1975 mit der Einrichtung einer Teilbibliothek für Sozialwesen begonnen. Die Teilbibliothek Betriebswirtschaft war zunächst auf sehr beengtem Raum untergebracht und bezog erst 1981 ausreichend große Räume. Dazu kam noch eine kleinere Teilbibliothek Gestaltung, die 1984 offiziell eingerichtet wurde.
Die Zentralbibliothek wurde 1979 umgebaut und ermöglichte ab diesem Zeitpunkt die Freihandaufstellung der gesamten Literatur. Nur die Altbestände verblieben im Magazin.
Durch den Neubau des Fachbereichs Gestaltung wurden 1997/1998 die Bestände der dortigen Teilbibliothek in die Zentralbibliothek integriert. 1999 zogen die Fachbereiche Betriebswirtschaft und Sozialwesen in den gemeinsamen Neubau in der Bahnhofstraße ein. Die beiden Teilbibliotheken wurden hier provisorisch zusammengelegt.
Im Zuge einer Begutachtung der Generaldirektion der Bayerischen Staatlichen Bibliotheken wurde die Bibliotheksleitung 1977 einer Diplombibliothekarin übertragen, die auch erstmals einen eigenen Etat zur Verfügung hatte.
Im Jahre 2012 gab es den Beschluss, ein neues Gebäude auf dem Keßlerplatz bauen zu lassen. Das Informationszentrum sollte dem Rechenzentrum sowie der Zentral- und Teilbibliothek ein mit 7.100 m² Nutzfläche ausgestattetes neues zu Hause bieten. Der Spatenstich erfolgte am 3. August 2016 und etwa drei Jahre später, am 1. Februar 2019, fand das Richtfest statt. Im August/September 2020 war das Gebäude soweit fertiggestellt, dass der Umzug der Mitarbeiter des Rechenzentrums bzw. der Zentralen IT und der Bibliothek stattfinden konnte. Die neu ausgestattete Bibliothek öffnete am 2. Oktober 2020 ihre Türen im neuen Informationszentrum.

## Medien
Bibliothek im Informationszentrum (seit Oktober 2020)
Die Bibliothek umfasst den damaligen Bestand der Zentral- und Teilbibliothek mit ca. 200.000 Bänden (Bücher, Zeitschriftenbände, CD-/DVD-ROM u. v. m.), die sich zum größten Teil in den neuen Räumlichkeiten der Bibliothek im Informationszentrum am Keßlerplatz befinden. Ein kleinerer Teil des Bestandes verteilt sich auf eine Reihe von Sonderstandorten. Daneben können mehr als 600.000 elektronische Medien (elektronische Zeitschriften, Datenbanken und E-Books) campusweit von allen Hochschulangehörigen genutzt werden.
Zentral- und Teilbibliothek (bis September 2020)
Die Zentralbibliothek umfasste mit ca. 78.000 Medieneinheiten (Büchern, Zeitschriften, elektronischen Medien) einen Großteil des Gesamtbestandes. Sie diente der Literaturversorgung der Fakultät Design und aller technischen Fakultäten, womit die Schwerpunkte auf den Fächern Kunst, Design, mathematisch-naturwissenschaftlicher Grundlagenliteratur sowie Informatik und allen technischen Fächern lagen.
Die Teilbibliothek versorgte die Fakultäten Betriebswirtschaft und Sozialwissenschaften in ihrem Gebäude in der Bahnhofstraße mit Fachliteratur. Die Teilbibliothek bot ca. 73.000 Medieneinheiten (Bücher, Zeitschriften, elektronische Medien).
Im September 2020 ist die Zentralbibliothek mit der Teilbibliothek in das Informationszentrum zusammengezogen.
Präsenzbibliothek Informatik (bis Februar 2020)
In der Präsenzbibliothek der Fakultät Informatik befand sich Fachliteratur zur Präsenznutzung und zu hochschulinterner Kurzausleihe. Die Präsenzbibliothek wurde im Sommer 2020 aufgelöst.
Magazinbestand
Die Altbestände aus dem Magazin können, sofern sie im OPAC nachgewiesen sind, über diesen, ansonsten an der Ausleihtheke der Bibliothek bestellt werden.
Elektronische Medien
Neben physischen Medien (Bücher, Zeitschriften, CD-ROMs, DVDs etc.) stellt die Bibliothek auch eine Auswahl an digitalen Medien zur Verfügung. Der Zugang ist in der Regel im gesamten Hochschulnetz (Campus-Lizenz) möglich.
Eine Ausnahme stellen die historischen Quellen dar, die ausnahmslos frei verfügbar sind.
Der Gesamtbestand von ca. 280.000 Medieneinheiten (print und online; Stand 2015) wird im gemeinsamen Onlinekatalog (OPACplus) der Hochschulbibliothek nachgewiesen.